# 格列飞列岛
格列飞列岛（羅馬化：Gyeongnyeolbi-yeoldo）位于大韩民国忠清南道西面黄海海面上的群岛，在泰安半岛以西55千米处，是忠清南道的最西端。整个群岛由北格列飞岛、东格列飞岛、西格列飞岛三个岛屿组成。
在行政上，格列飞列岛属于泰安郡近兴面贾谊岛里。

## 构成岛屿
北格列飞岛（有人岛），岛上有灯塔（1909年2月开始使用）。
东格列飞岛（无人岛）。
西格列飞岛（无人岛）。

## 交通
与陆地之间没有定期的海上交通。